# Бескудниково (бывшая деревня)
Беску́дниково — бывшая деревня, существовавшая до 1960 года на территории Московской области. 17 августа 1960 года данная территория была включена в состав города Москвы.
Деревня располагалась в районе современного Бескудниковского переулка между Бескудниковским бульваром и Селигерской улицей.

## История
Впервые деревня Бескудниково, расположенная неподалёку от Дмитровской дороги и речки Лихоборки, упоминается в исторических документах (писцовых книгах) 1584—1586 годов под названием Безкунниково.

### Происхождение названия Безкунниково
Есть несколько версий происхождения первоначального названия Безкунниково:
Слово «куны» или «куна» обозначало деньги, денежную единицу или некоторые виды податей. В тот период крестьяне ещё не были крепостными, и политика государства была направлена на то, чтобы заинтересовать свободных землепашцев осваивать пустующие земли, освобождая их на некоторое время от уплаты податей. По мнению академика С. Б. Веселовского, деревня могла получить такое название именно потому, что её первые жители имели такую привилегию.
По другой версии, притяжательное по форме название образовано от антропонима; прозвище Безкунник обозначало неимущего, безденежного человека. Замена «нн» на «дн» характерна для севернорусских и среднерусских говоров.
Ещё одна версия: древнерусское кунное означало приданое невесты, а бескуньно, безъкуньно — «бесплатно». Таким образом, бескунник — «человек, взявший жену без приданого». От этого личного именования и пошло название деревни.

## Деревня Бескудниково
С 1623 года появляется название Бескудниково.
После введения крепостного права в разные периоды владельцами деревни были князь Лев Волконский (XVII век), сестра Петра I царевна Наталья Алексеевна, которой это имение подарил её подданный Пётр Савин, чей отец Иван Савин был придворным царской семьи, вторая жена Петра I царица Екатерина Алексеевна (XVIII) век и др.
В 1874 году на территории, где сейчас находится прилегающая к Дмитровскому шоссе площадь Туманяна, был построен кирпичный завод, основанный московским купцом А. Т. Денисовым. Образованное в ту пору бескудниковское крестьянское общество стало получать за использование земель немалую арендную плату.
Ещё большую известность Бескудниково приобрело в начале прошлого века: в 1900 году при строительстве Савёловской железной дороги в двух верстах от деревни была построена перевалочная станция — для перевода грузов на Ярославскую железную дорогу. В настоящее время станция Бескудниково расположена на территории соседних районов Восточное Дегунино и Алтуфьевский.

### Рабочий посёлок Бескудниково
При станции Бескудниково в начале 1930-х годов был создан рабочий посёлок Бескудниково, население которого в предвоенные годы составляло более 8 тысяч человек, а к концу 1950-х годов — 16 тысяч человек. Посёлок располагался к востоку от станции Бескудниково.
В 1947 году, когда отмечалась знаменательная годовщина в истории столицы, в районе была построена улица 800-летия Москвы — ныне одна из главных магистралей Восточного Дегунина и Бескудниковского и Дмитровского районов. В те же годы был создан Всесоюзный институт «Спорт-туризм», на базе которого впоследствии было образовано расположенное в Бескудниковском районе предприятие ЗАО «ЭКСИ — спорт», выпускающее спортивные товары.

### Включение в состав Москвы
17 августа 1960 года деревня и посёлок Бескудниково, а также прилегающая территория были включены в состав Москвы. Территория к западу от Савёловской железной дороги — в Тимирязевский район, к востоку — в Кировский район.
Последние дома деревни были снесены в 1971 году.

### Память в современных названиях
О селе и посёлке Бескудниково напоминают станция Бескудниково, образованный в 1995 году Бескудниковский район Москвы, а также Бескудниковский бульвар, проезд и переулок, располагающиеся примерно на месте бывшей деревни Бескудниково.